# Bones (chanson)
Pour les articles homonymes, voir Bones (homonymie).
Singles de The Killers
When You Were Young
(2006) A Great Big Sled
(2006)
Bones est une chanson du groupe américain de rock alternatif The Killers publiée en tant que deuxième single de leur troisième album studio Sam's Town le 27 novembre 2006.

## Liste des titres
Toutes les chansons sont écrites et composées par Brandon Flowers, Dave Keuning, Mark Stoermer, Ronnie Vannucci Jr..
| 1. | Bones | 3:46 |

## Crédits
- Brandon Flowers: chant, clavier
- Dave Keuning: guitare rythmique, chœurs
- Mark Stoermer: basse, chœurs
- Ronnie Vannucci Jr.: batterie, percussions

## Clip
Le clip est réalisé par Tim Burton.